# روسلفيل
روسلفيل (بالإنجليزية: Russellville, Kentucky)‏ هي مدينة تقع في مقاطعة لوغان، كنتاكي بولاية كنتاكي في وسط جنوب شرق الولايات المتحدة. تأسست عام 1810، تبلغ مساحة هذه المدينة 27.6 (كم²)، وترتفع عن سطح البحر 181 م، بلغ عدد سكانها 6947 نسمة في عام 2010 حسب إحصاء مكتب تعداد الولايات المتحدة .

## التركيبة السكانية
حدّد مكتب تعداد الولايات المتحدة بيانات التركيبة السكانية لروسلفيل في تعداد الولايات المتحدة. في ما يلي، التركيبة السكانية حسب تعدادي 2000 و2010.

### تعداد عام 2000
بلغ عدد سكان روسلفيل 7,149 نسمة بحسب تعداد عام 2000، وبلغ عدد الأسر 3,064 أسرة وعدد العائلات 1,972 عائلة مقيمة في المدينة. في حين سجلت الكثافة السكانية 254.1 نسمة لكل كيلومتر مربع (658.1/ميل2). وبلغ عدد الوحدات السكنية 3,458 وحدة بمتوسط كثافة قدره 122.9 لكل كيلومتر مربع (318.3/ميل2).
وتوزع التركيب العرقي للمدينة بنسبة 78.64% من البيض و18.62% من الأمريكيين الأفارقة و0.39% من الأمريكيين الأصليين و0.36% من الأمريكيين ذوي الأصول الآسيوية و0.03% من سكان جزر المحيط الهادئ و0.57% من الأعراق الأخرى و1.38% من عرقين مختلطين أو أكثر و1.58% من الهسبانيون أو اللاتينيون من أي عرق.
بلغ عدد الأسر 3,064 أسرة كانت نسبة 31.3% منها لديها أطفال تحت سن الثامنة عشر تعيش معهم، وبلغت نسبة الأزواج القاطنين مع بعضهم البعض 43.4% من أصل المجموع الكلي للأسر، ونسبة 17.4% من الأسر كان لديها معيلات من الإناث دون وجود شريك،  بينما كانت نسبة 3.6% من الأسر لديها معيلون من الذكور دون وجود شريكة وكانت نسبة 35.6% من غير العائلات. تألفت نسبة 32.6% من أصل جميع الأسر من عدة أفراد يعيشون في نفس المنزل ونسبة 15.8% كانت تتألف من شخص يعيش بمفرده يبلغ من العمر 65 عاماً أو أكثر. وبلغ متوسط حجم الأسرة المعيشية 2.26، أما متوسط حجم العائلات فبلغ 2.84.
بلغ العمر الوسطي للسكان 39.4 عاماً. وكانت نسبة 23.7% من القاطنين تحت سن الثامنة عشر، وكانت نسبة 8.5% بين الثامنة عشر والرابعة والعشرين عاماً، ونسبة 24% كانت واقعةً في الفئة العمرية ما بين الخامسة والعشرين والرابعة والأربعين عاماً، ونسبة 24.1% كانت ما بين الخامسة والأربعين والرابعة والستين، ونسبة 16.6% كانت ضمن فئة الخامسة والستين عاماً فما فوق. يوجد لكل 100 أنثى 81.1 ذكر، ويوجد لكل 100 أنثى في الثامنة عشر من عمرها فما فوق 77.9 ذكر.
بلغ متوسط دخل الأسرة في المدينة 25,647 دولارًا، أما متوسط دخل العائلة فبلغ 31,448 دولارًا. وكان متوسط دخل الذكور 27,529 دولارًا مقابل 20,032 دولارًا للإناث. وسجل دخل الفرد الخاص بالمدينة 15,654 دولارًا. وكانت نسبة 17.1% من العائلات ونسبة 23% من السكان تحت خط الفقر، وكان من هؤلاء نسبة 37.4% تحت سن الثامنة عشر ونسبة 20.4% في الخامسة والستين من العمر وما فوق.

### تعداد عام 2010
بلغ عدد سكان روسلفيل 6,960 نسمة بحسب تعداد عام 2010، وبلغ عدد الأسر 2,905 أسرة وعدد العائلات 1,836 عائلة مقيمة في المدينة. في حين سجلت الكثافة السكانية 247.3 نسمة لكل كيلومتر مربع (640.5/ميل2). وبلغ عدد الوحدات السكنية 3,356 وحدة بمتوسط كثافة قدره 119.3 لكل كيلومتر مربع (309.0/ميل2).
وتوزع التركيب العرقي للمدينة بنسبة 78.10% من البيض و15.89% من الأمريكيين الأفارقة و0.26% من الأمريكيين الأصليين و0.39% من الأمريكيين ذوي الأصول الآسيوية و0.11% من سكان جزر المحيط الهادئ و2.76% من الأعراق الأخرى و2.49% من عرقين مختلطين أو أكثر و4.24% من الهسبانيون أو اللاتينيون من أي عرق.
بلغ عدد الأسر 2,905 أسرة كانت نسبة 30.7% منها لديها أطفال تحت سن الثامنة عشر تعيش معهم، وبلغت نسبة الأزواج القاطنين مع بعضهم البعض 41.6% من أصل المجموع الكلي للأسر، ونسبة 16.7% من الأسر كان لديها معيلات من الإناث دون وجود شريك،  بينما كانت نسبة 4.9% من الأسر لديها معيلون من الذكور دون وجود شريكة وكانت نسبة 36.8% من غير العائلات. تألفت نسبة 32.4% من أصل جميع الأسر من عدة أفراد يعيشون في نفس المنزل ونسبة 14.4% كانت تتألف من شخص يعيش بمفرده يبلغ من العمر 65 عاماً أو أكثر. وبلغ متوسط حجم الأسرة المعيشية 2.32، أما متوسط حجم العائلات فبلغ 2.92.
بلغ العمر الوسطي للسكان 40.7 عاماً. وكانت نسبة 23.8% من القاطنين تحت سن الثامنة عشر، وكانت نسبة 8.2% بين الثامنة عشر والرابعة والعشرين عاماً، ونسبة 23.1% كانت واقعةً في الفئة العمرية ما بين الخامسة والعشرين والرابعة والأربعين عاماً، ونسبة 26.3% كانت ما بين الخامسة والأربعين والرابعة والستين، ونسبة 18.7% كانت ضمن فئة الخامسة والستين عاماً فما فوق. وتوزع التركيب الجنسي للسكان بنسبة 47.3% ذكور و52.7% إناث.

## أعلام
- ديفيد إس. تيري
- بوبا ويلز
- هولي غودارد جونز
- جورج بي. كريتندن
- جون دبليو. كالدويل

## وصلات خارجية
- The US50 - Cities and Towns in Kentucky State